# Suicide Silence (álbum)
Suicide Silence es el quinto álbum de la banda de deathcore Suicide Silence, que fue lanzado en febrero de 2017 a través de Nuclear Blast. El álbum muestra un notable cambio de su estilo musical Deathcore a un sonido Nü-Metal influenciado por la década de los 90's, aunque volverían al Deathcore en su posterior álbum Become The Hunter. Las críticas por el álbum fueron en su mayoría negativas de fanes y críticos por igual.

## Lista de canciones
Todas las canciones escritas y compuestas por Suicide Silence. 
| N.º | Título                                      | Duración |  |
| 1.  | «Doris»                                     | 4:28     |  |
| 2.  | «Silence»                                   | 4:40     |  |
| 3.  | «Listen»                                    | 5:32     |  |
| 4.  | «Dying in a Red Room»                       | 4:45     |  |
| 5.  | «Hold Me Up, Hold Me Down»                  | 5:18     |  |
| 6.  | «Run»                                       | 4:25     |  |
| 7.  | «The Zero»                                  | 4:53     |  |
| 8.  | «Conformity»                                | 5:53     |  |
| 9.  | «Don't Be Careful, You Might Hurt Yourself» | 4:20     |  |

## Posicionamiento en lista
| Lista (2017)                          | Posiciones |
| ------------------------------------- | ---------- |
| Australian Albums (ARIA)              | 78         |
| Estados Unidos (Billboard 200)        | 163        |
| Estados Unidos (Top Hard Rock Albums) | 7          |
| Estados Unidos (Top Rock Albums)      | 30         |

## Personal
Suicide Silence
- Hernán Hermida – voz
- Mark Heylmun – guitarra líder
- Chris Garza – guitarra rítmica
- Dan Kenny – bajo
- Alex Lopez – batería